# Automobil-Weltmeisterschaft 1976
Die Automobil-Weltmeisterschaft 1976 war die 27. Saison der Automobil-Weltmeisterschaft, die heutzutage als Formel-1-Weltmeisterschaft bezeichnet wird. In ihrem Rahmen wurden über 16 Rennen in der Zeit vom 25. Januar 1976 bis zum 24. Oktober 1976 die Fahrerweltmeisterschaft und der Internationale Pokal der Formel-1-Konstrukteure ausgetragen.
James Hunt gewann zum ersten und einzigen Mal die Fahrerweltmeisterschaft. Ferrari wurde zum vierten Mal Konstrukteursweltmeister.
Der FIA-Ehrentitel Großer Preis von Europa wurde 1976 an den Großen Preis der Niederlande vergeben.
Beim zehnten Rennen der Saison auf dem Nürburgring verunglückte der souverän führende, amtierende Weltmeister Niki Lauda schwer und erlitt schwerste Verbrennungen. Lauda musste zwei Rennen pausieren und fuhr bereits sechs Wochen nach seinem Unfall wieder Rennen. Vor dem letzten Rennen in Japan hatte Lauda noch drei Punkte Vorsprung vor Hunt. Da Lauda aber, wie einige andere Kollegen auch, das Rennen aufgrund der widrigen Bedingungen bei starkem Regen und dichtem Nebel gleich nach Beginn aus Sicherheitsgründen abbrach, reichte Hunt ein dritter Platz, um Lauda mit einem Punkt zu überholen und den Weltmeistertitel zu gewinnen.

## Teams und Fahrer
| Foto             | Team                  | Konstrukteur | Chassis                         | Motor         | Reifen | Nr.               | Fahrer                   |
| ---------------- | --------------------- | ------------ | ------------------------------- | ------------- | ------ | ----------------- | ------------------------ |
| Ferrari 312T2    | Scuderia Ferrari      | Ferrari      | 312T1 312T2                     | Ferrari       | G      | 1                 | Niki Lauda               |
| Ferrari 312T2    | Scuderia Ferrari      | Ferrari      | 312T1 312T2                     | Ferrari       | G      | 2                 | Clay Regazzoni           |
| Tyrrell P34      | Tyrrell               | Tyrrell      | 007 P34                         | Ford Cosworth | G      | 3                 | Jody Scheckter           |
| Tyrrell P34      | Tyrrell               | Tyrrell      | 007 P34                         | Ford Cosworth | G      | 4                 | Patrick Depailler        |
| Lotus 77         | Team Lotus            | Lotus        | 77                              | Ford Cosworth | G      | 5                 | Ronnie Peterson          |
| Lotus 77         | Team Lotus            | Lotus        | 77                              | Ford Cosworth | G      | 5                 | Bob Evans                |
| Lotus 77         | Team Lotus            | Lotus        | 77                              | Ford Cosworth | G      | 6                 | Mario Andretti           |
| Lotus 77         | Team Lotus            | Lotus        | 77                              | Ford Cosworth | G      | 6                 | Gunnar Nilsson           |
| Brabham BT45     | Brabham               | Brabham      | BT45                            | Alfa Romeo    | G      | 7                 | Carlos Reutemann         |
| Brabham BT45     | Brabham               | Brabham      | BT45                            | Alfa Romeo    | G      | 8                 | Carlos Pace              |
| March 761        | March Engineering     | March        | 761                             | Ford Cosworth | G      | 9                 | Vittorio Brambilla       |
| March 761        | March Engineering     | March        | 761                             | Ford Cosworth | G      | 10                | Lella Lombardi           |
| March 761        | March Engineering     | March        | 761                             | Ford Cosworth | G      | 34                | Hans-Joachim Stuck       |
| March 761        | March Engineering     | March        | 761                             | Ford Cosworth | G      | 35                | Arturo Merzario          |
| McLaren M23      | McLaren-Ford          | McLaren      | M23 M23 (1976) M26              | Ford Cosworth | G      | 11                | James Hunt               |
| McLaren M23      | McLaren-Ford          | McLaren      | M23 M23 (1976) M26              | Ford Cosworth | G      | 12                | Jochen Mass              |
|                  | Whiting               | Surtees      | TS16                            | Ford Cosworth | G      | 13                | Divina Galica            |
| BRM P201         | British Racing Motors | B.R.M.       | P201B                           | B.R.M.        | G      | 14                | Ian Ashley               |
|                  | Lexington Racing      | Tyrrell      | 007                             | Ford Cosworth | G      | 15                | Ian Scheckter            |
| Shadow DN5       | Shadow Racing         | Shadow       | DN5B DN8                        | Ford Cosworth | G      | 16                | Tom Pryce                |
| Shadow DN5       | Shadow Racing         | Shadow       | DN5B DN8                        | Ford Cosworth | G      | 17                | Jean-Pierre Jarier       |
| Surtees TS19     | Team Surtees          | Surtees      | TS19                            | Ford Cosworth | G      | 18                | Brett Lunger             |
| Surtees TS19     | Team Surtees          | Surtees      | TS19                            | Ford Cosworth | G      | 18                | Conny Andersson          |
| Surtees TS19     | Team Surtees          | Surtees      | TS19                            | Ford Cosworth | G      | 18                | Noritake Takahara        |
| Surtees TS19     | Team Surtees          | Surtees      | TS19                            | Ford Cosworth | G      | 19                | Alan Jones               |
| Williams FW05    | Walter Wolf Racing    | Wolf         | Williams FW04 Williams FW05     | Ford Cosworth | G      | 20                | Jacky Ickx               |
| Williams FW05    | Walter Wolf Racing    | Wolf         | Williams FW04 Williams FW05     | Ford Cosworth | G      | 21                | Renzo Zorzi              |
| Williams FW05    | Walter Wolf Racing    | Wolf         | Williams FW04 Williams FW05     | Ford Cosworth | G      | 21                | Michel Leclère           |
| Williams FW05    | Walter Wolf Racing    | Wolf         | Williams FW04 Williams FW05     | Ford Cosworth | G      | 21                | Warwick Brown            |
| Williams FW05    | Walter Wolf Racing    | Wolf         | Williams FW04 Williams FW05     | Ford Cosworth | G      | 21                | Hans Binder              |
| Ensign N176      | Ensign Racing         | Ensign       | N174 (MN 02) N176 (MN 05)       | Ford Cosworth | G      | 22                | Chris Amon               |
| Ensign N176      | Ensign Racing         | Ensign       | N174 (MN 02) N176 (MN 05)       | Ford Cosworth | G      | 22                | Hans Binder              |
| Hesketh 308D     | Hesketh Racing        | Hesketh      | 308D                            | Ford Cosworth | G      | 24                | Harald Ertl              |
| Hesketh 308D     | Hesketh Racing        | Hesketh      | 308D                            | Ford Cosworth | G      | 25                | Guy Edwards              |
| Hesketh 308D     | Hesketh Racing        | Hesketh      | 308D                            | Ford Cosworth | G      | 25                | Alex-Dias Ribeiro        |
|                  | Mapfre-Williams       | Williams     | Williams FW04                   | Ford Cosworth | G      | 25                | Emilio Zapico            |
| Ligier JS5       | Automobiles Ligier    | Ligier       | JS5                             | Matra         | G      | 26                | Jacques Laffite          |
| Parnelli VPJ4    | Parnelli Jones Racing | Parnelli     | VPJ4                            | Ford Cosworth | G      | 27                | Mario Andretti           |
| Penske PC4       | Penske Racing         | Penske       | PC3 PC4                         | Ford Cosworth | G      | 28                | John Watson              |
| Copersucar FD 04 | Fittipaldi Automotive | Fittipaldi   | Copersucar FD04 Copersucar FD03 | Ford Cosworth | G      | 30                | Emerson Fittipaldi       |
| Copersucar FD 04 | Fittipaldi Automotive | Fittipaldi   | Copersucar FD04 Copersucar FD03 | Ford Cosworth | G      | 31                | Ingo Hoffmann            |
|                  | RAM Racing            | Brabham      | BT44B BT44                      | Ford Cosworth | G      | 32                | Loris Kessel             |
| 33               | RAM Racing            | Brabham      | BT44B BT44                      | Ford Cosworth | G      | Emilio de Villota |                          |
| 33               | RAM Racing            | Brabham      | BT44B BT44                      | Ford Cosworth | G      | Patrick Nève      |                          |
| 33               | RAM Racing            | Brabham      | BT44B BT44                      | Ford Cosworth | G      | Jac Nelleman      |                          |
| 33               | RAM Racing            | Brabham      | BT44B BT44                      | Ford Cosworth | G      | Damien Magee      |                          |
|                  | HB Bewaking Systems   | Boro         | 001                             | Ford Cosworth | G      | 37                | Larry Perkins            |
|                  | Team Norev Racing     | Norev Racing | TS19                            | Ford Cosworth | G      | 38                | Henri Pescarolo          |
| Penske PC3       | F & S Properties      | Penske       | PC3                             | Ford Cosworth | G      | 39                | Boy Hayje                |
|                  | Team PR Reilly        | Shadow       | DN3                             | Ford Cosworth | G      | 40                | Mike Wilds               |
|                  | Scuderia Gulf Rondini | Tyrrell      | 007                             | Ford Cosworth | G      | 40                | Alessandro Pesenti-Rossi |
| Kojima KE007     | Kojima Engineering    | Kojima       | KE007                           | Ford Cosworth | D      | 51                | Masahiro Hasemi          |
|                  | Heros Racing          | Tyrrell      | 007                             | Ford Cosworth | B      | 52                | Kazuyoshi Hoshino        |
|                  | Maki Engineering      | Maki         | Maki F102A                      | Ford Cosworth | G      | 54                | Tony Trimmer             |

- 1 Ferrari setzte das Modell die ersten 3 Rennen ein

## Rennkalender
| Nr. | Datum         | Grand Prix     | Strecke                    | Distanz (km) | Pole-Position   | Schnellste Rennrunde | Sieger          | Gesamtführender Fahrer | Gesamtführender Konstrukteur |
| --- | ------------- | -------------- | -------------------------- | ------------ | --------------- | -------------------- | --------------- | ---------------------- | ---------------------------- |
| 01  | 25. Januar    | Brasilien      | Interlagos                 | 318,400 km   | James Hunt      | Jean-Pierre Jarier   | Niki Lauda      | Niki Lauda             | Ferrari                      |
| 02  | 6. März       | Südafrika      | Kyalami                    | 320,112 km   | James Hunt      | Niki Lauda           | Niki Lauda      | Niki Lauda             | Ferrari                      |
| 03  | 28. März      | USA West       | Long Beach                 | 260,080 km   | Clay Regazzoni  | Clay Regazzoni       | Clay Regazzoni  | Niki Lauda             | Ferrari                      |
| 04  | 2. Mai        | Spanien        | Circuito del Jarama        | 255,300 km   | James Hunt      | Jochen Mass          | James Hunt      | Niki Lauda             | Ferrari                      |
| 05  | 16. Mai       | Belgien        | Circuit Zolder             | 298,340 km   | Niki Lauda      | Niki Lauda           | Niki Lauda      | Niki Lauda             | Ferrari                      |
| 06  | 30. Mai       | Monaco         | Circuit de Monaco          | 255,684 km   | Niki Lauda      | Clay Regazzoni       | Niki Lauda      | Niki Lauda             | Ferrari                      |
| 07  | 13. Juni      | Schweden       | Anderstorp                 | 289,296 km   | Jody Scheckter  | Mario Andretti       | Jody Scheckter  | Niki Lauda             | Ferrari                      |
| 08  | 4. Juli       | Frankreich     | Circuit Paul Ricard        | 313,740 km   | James Hunt      | Niki Lauda           | James Hunt      | Niki Lauda             | Ferrari                      |
| 09  | 18. Juli      | Großbritannien | Brands Hatch               | 319,732 km   | Niki Lauda      | Niki Lauda           | Niki Lauda      | Niki Lauda             | Ferrari                      |
| 10  | 1. August     | Deutschland    | Nürburgring                | 319,690 km   | James Hunt      | Jody Scheckter       | James Hunt      | Niki Lauda             | Ferrari                      |
| 11  | 15. August    | Österreich     | Österreichring             | 319,140 km   | James Hunt      | James Hunt           | John Watson     | Niki Lauda             | Ferrari                      |
| 12  | 29. August    | Niederlande    | Circuit Park Zandvoort     | 316,950 km   | Ronnie Peterson | Clay Regazzoni       | James Hunt      | Niki Lauda             | Ferrari                      |
| 13  | 12. September | Italien        | Monza                      | 301,600 km   | Jacques Laffite | Ronnie Peterson      | Ronnie Peterson | Niki Lauda             | Ferrari                      |
| 14  | 3. Oktober    | Kanada         | Mosport Park               | 316,560 km   | James Hunt      | Patrick Depailler    | James Hunt      | Niki Lauda             | Ferrari                      |
| 15  | 10. Oktober   | USA Ost        | Watkins Glen International | 320,665 km   | James Hunt      | James Hunt           | James Hunt      | Niki Lauda             | Ferrari                      |
| 16  | 24. Oktober   | Japan          | Fuji                       | 318,207 km   | Mario Andretti  | Masahiro Hasemi      | Mario Andretti  | James Hunt             | Ferrari                      |

## Rennberichte

### Großer Preis von Brasilien
| Platz | Fahrer             | Team         | Zeit       |
| ----- | ------------------ | ------------ | ---------- |
| 1     | Niki Lauda         | Ferrari      | 1:45:16,78 |
| 2     | Patrick Depailler  | Tyrrell-Ford | + 21,47    |
| 3     | Tom Pryce          | Shadow-Ford  | + 23,84    |
| PP    | James Hunt         | McLaren-Ford | 2:32,50    |
| SR    | Jean-Pierre Jarier | Shadow-Ford  | 2:35,07    |

Der Große Preis von Brasilien in Interlagos fand am 25. Januar 1976 statt und ging über eine Distanz von 40 Runden à 7,96 km, was einer Gesamtdistanz von 318,4 km entspricht.
Niki Lauda gewann das Rennen vor Patrick Depailler und Tom Pryce.

### Großer Preis von Südafrika
| Platz | Fahrer      | Team         | Zeit      |
| ----- | ----------- | ------------ | --------- |
| 1     | Niki Lauda  | Ferrari      | 1:42:18,4 |
| 2     | James Hunt  | McLaren-Ford | + 1,3     |
| 3     | Jochen Mass | McLaren-Ford | + 45,9    |
| PP    | James Hunt  | McLaren-Ford | 1:16,10   |
| SR    | Niki Lauda  | Ferrari      | 1:17,94   |

Der Große Preis von Südafrika auf dem Kyalami Grand Prix Circuit fand am 6. März 1976 statt und ging über eine Distanz von 78 Runden à 4,104 km, was einer Gesamtdistanz von 320,112 km entspricht.
Niki Lauda gewann das Rennen vor James Hunt und Jochen Mass.
In der Schlussphase des Rennens hatte Lauda mit einem schleichenden Plattfuß zu kämpfen, sodass Hunt bis auf 1,3 Sekunden an ihn heranfuhr.

### Großer Preis der USA West
| Platz | Fahrer            | Team         | Zeit        |
| ----- | ----------------- | ------------ | ----------- |
| 1     | Clay Regazzoni    | Ferrari      | 1:53:18,471 |
| 2     | Niki Lauda        | Ferrari      | + 42,414    |
| 3     | Patrick Depailler | Tyrrell-Ford | + 49,972    |
| PP    | Clay Regazzoni    | Ferrari      | 1:23,099    |
| SR    | Clay Regazzoni    | Ferrari      | 1:23,076    |

Der Große Preis der USA West auf dem Long Beach Grand Prix Circuit fand am 28. März 1976 statt und ging über eine Distanz von 80 Runden à 3,251 km, was einer Gesamtdistanz von 260,080 km entspricht.
Clay Regazzoni gewann das Rennen vor Niki Lauda und Patrick Depailler.

### Großer Preis von Spanien
| Platz | Fahrer         | Team         | Zeit       |
| ----- | -------------- | ------------ | ---------- |
| 1     | James Hunt     | McLaren-Ford | 1:42:20,43 |
| 2     | Niki Lauda     | Ferrari      | + 30,97    |
| 3     | Gunnar Nilsson | Lotus-Ford   | + 48,02    |
| PP    | James Hunt     | McLaren-Ford | 1:18,52    |
| SR    | Jochen Mass    | McLaren-Ford | 1:20,93    |

Der Große Preis von Spanien auf dem Circuito Permanente del Jarama fand am 2. Mai 1976 statt und ging über eine Distanz von 75 Runden à 3,404 km, was einer Gesamtdistanz von 255,300 km entspricht.
James Hunt gewann das Rennen vor Niki Lauda und Gunnar Nilsson. Im Parc fermé wurde die Breite des McLaren M23 von James Hunt als nicht regelkonform beurteilt. Der Sieg wurde ihm daraufhin aberkannt. McLaren legte Einspruch gegen die Disqualifikation ein. Zwei Monate später wurde dem Protest stattgegeben und das ursprüngliche Rennergebnis wiederhergestellt.
Mit dem Tyrrell P34 kam erstmals ein Formel-1-Rennwagen mit sechs Rädern zum Einsatz.

### Großer Preis von Belgien
| Platz | Fahrer          | Team         | Zeit       |
| ----- | --------------- | ------------ | ---------- |
| 1     | Niki Lauda      | Ferrari      | 1:42:53,23 |
| 2     | Clay Regazzoni  | Ferrari      | + 3,46     |
| 3     | Jacques Laffite | Ligier-Matra | + 35,38    |
| PP    | Niki Lauda      | Ferrari      | 1:26,55    |
| SR    | Niki Lauda      | Ferrari      | 1:25,98    |

Der Große Preis von Belgien auf dem Circuit Zolder fand am 16. Mai 1976 statt und ging über eine Distanz von 70 Runden à 4,262 km, was einer Gesamtdistanz von 298,340 km entspricht.
Niki Lauda gewann das Rennen vor Clay Regazzoni und Jacques Laffite.

### Großer Preis von Monaco
| Platz | Fahrer            | Team         | Zeit       |
| ----- | ----------------- | ------------ | ---------- |
| 1     | Niki Lauda        | Ferrari      | 1:59:51,47 |
| 2     | Jody Scheckter    | Tyrrell-Ford | + 11,13    |
| 3     | Patrick Depailler | Tyrrell-Ford | + 1:04,84  |
| PP    | Niki Lauda        | Ferrari      | 1:29,65    |
| SR    | Clay Regazzoni    | Ferrari      | 1:30,28    |

Der Große Preis von Monaco auf dem Circuit de Monaco fand am 30. Mai 1976 statt und ging über eine Distanz von 78 Runden à 3,312 km, was einer Gesamtdistanz von 258,336 km entspricht.
Niki Lauda gewann das Rennen vor Jody Scheckter und Patrick Depailler.

### Großer Preis von Schweden
| Platz | Fahrer            | Team         | Zeit        |
| ----- | ----------------- | ------------ | ----------- |
| 1     | Jody Scheckter    | Tyrrell-Ford | 1:46:53,729 |
| 2     | Patrick Depailler | Tyrrell-Ford | + 19,766    |
| 3     | Niki Lauda        | Ferrari      | + 33,866    |
| PP    | Jody Scheckter    | Tyrrell-Ford | 1:25,659    |
| SR    | Mario Andretti    | Lotus-Ford   | 1:28,002    |

Der Große Preis von Schweden in Anderstorp fand am 13. Juni 1976 statt und ging über eine Distanz von 72 Runden (289,296 km).

### Großer Preis von Frankreich
| Platz | Fahrer            | Team               | Zeit       |
| ----- | ----------------- | ------------------ | ---------- |
| 1     | James Hunt        | McLaren-Ford       | 1:40:58,60 |
| 2     | Patrick Depailler | Tyrrell-Ford       | + 12,70    |
| 3     | Carlos Pace       | Brabham-Alfa Romeo | + 24,82    |
| PP    | James Hunt        | McLaren-Ford       | 1:47,89    |
| SR    | Niki Lauda        | Ferrari            | 1:51,00    |

Der Große Preis von Frankreich auf dem Circuit Paul Ricard in Le Castellet fand am 4. Juli 1976 statt und ging über eine Distanz von 54 Runden (313,740 km).

### Großer Preis von Großbritannien
| Platz | Fahrer         | Team         | Zeit       |
| ----- | -------------- | ------------ | ---------- |
| 1     | Niki Lauda     | Ferrari      | 1:44:19,66 |
| 2     | Jody Scheckter | Tyrrell-Ford | + 16,18    |
| 3     | John Watson    | Penske-Ford  | + 1 Runde  |
| PP    | Niki Lauda     | Ferrari      | 1:19,35    |
| SR    | Niki Lauda     | Ferrari      | 1:19,91    |

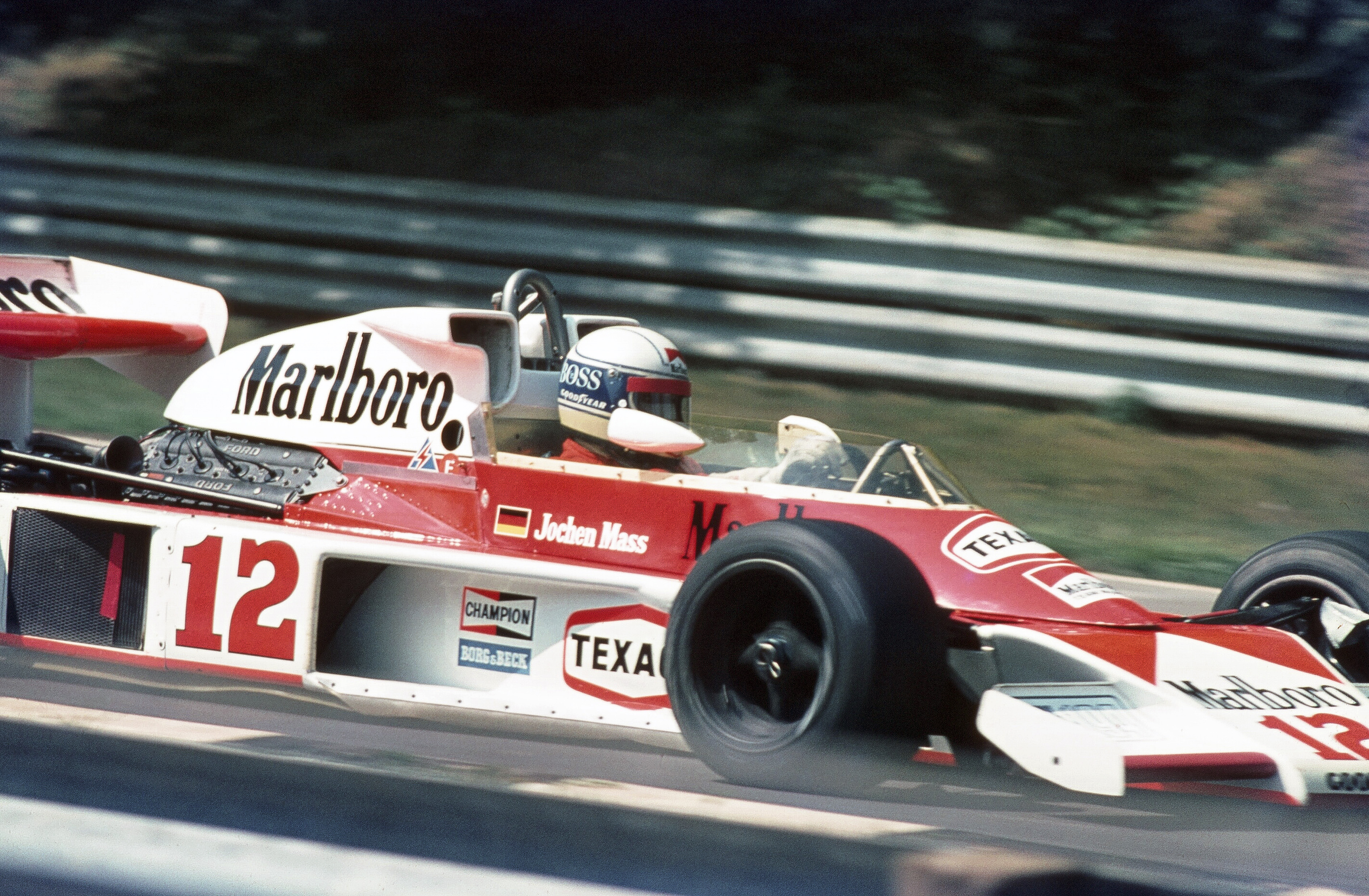
Jochen Mass im McLaren M23

Der Große Preis von Großbritannien auf dem Brands Hatch Circuit fand am 18. Juli 1976 statt und ging über eine Distanz von 76 Runden (319,732 km).
James Hunt, der als Erster ins Ziel gekommen war, wurde später disqualifiziert, wodurch Niki Lauda das Rennen gewann.

### Großer Preis von Deutschland
| Platz | Fahrer         | Team         | Zeit      |
| ----- | -------------- | ------------ | --------- |
| 1     | James Hunt     | McLaren-Ford | 1:41:42,7 |
| 2     | Jody Scheckter | Tyrrell-Ford | + 27,7    |
| 3     | Jochen Mass    | McLaren-Ford | + 52,4    |
| PP    | James Hunt     | McLaren-Ford | 7:06,5    |
| SR    | Jody Scheckter | Tyrrell-Ford | 7:10,8    |

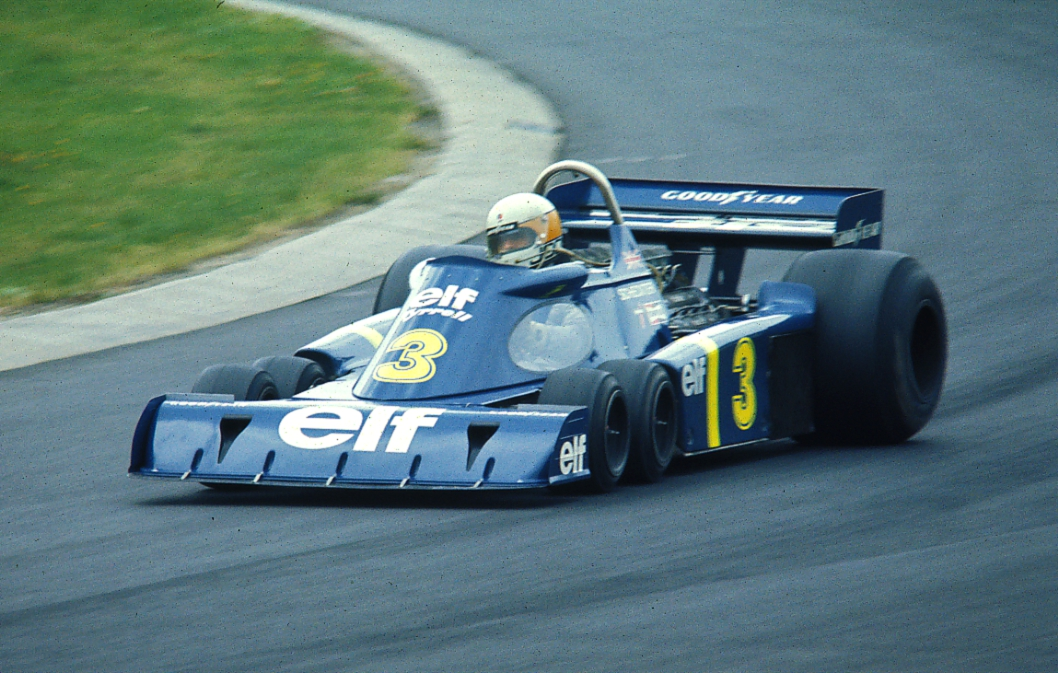
Jody Scheckter im Tyrrell-Ford auf dem Nürburgring

Der Große Preis von Deutschland auf dem Nürburgring fand am 1. August 1976 statt und ging über eine Distanz von 14 Runden (319,690 km).
Bei diesem Rennen verunglückte Niki Lauda schwer. Nachdem sein Ferrari 312T2 ausgebrochen und gegen eine Felswand geprallt war, ging der Wagen sofort in Flammen auf. Sein Helm wurde beim Aufprall weggeschleudert und die feuerfeste Balaclava hielt das Feuer nur kurz zurück. Mehrere nachfolgende Piloten befreiten ihn nach über einer halben Minute aus dem brennenden Auto. Nach dem Unfall wurde auf der Nordschleife kein Formel-1-Rennen mehr gefahren.

### Großer Preis von Österreich
| Platz | Fahrer          | Team         | Zeit       |
| ----- | --------------- | ------------ | ---------- |
| 1     | John Watson     | Penske-Ford  | 1:30:07,68 |
| 2     | Jacques Laffite | Ligier-Matra | + 10,97    |
| 3     | Gunnar Nilsson  | Lotus-Ford   | + 12,16    |
| PP    | James Hunt      | McLaren-Ford | 1:35,02    |
| SR    | James Hunt      | McLaren-Ford | 1:35,91    |

Der Große Preis von Österreich auf dem Österreichring fand am 15. August 1976 statt und ging über eine Distanz von 54 Runden (319,194 km).

### Großer Preis der Niederlande
| Platz | Fahrer          | Team         | Zeit       |
| ----- | --------------- | ------------ | ---------- |
| 1     | James Hunt      | McLaren-Ford | 1:44:52,09 |
| 2     | Clay Regazzoni  | Ferrari      | + 0,92     |
| 3     | Mario Andretti  | Lotus-Ford   | + 2,09     |
| PP    | Ronnie Peterson | March-Ford   | 1:21,31    |
| SR    | Clay Regazzoni  | Ferrari      | 1:22,59    |

Der Große Preis der Niederlande auf dem Circuit Park Zandvoort fand am 29. August 1976 statt und ging über eine Distanz von 75 Runden (316,95 km).
Das Rennen erhielt den Ehrentitel Großer Preis von Europa 1976.

### Großer Preis von Italien
| Platz | Fahrer          | Team         | Zeit      |
| ----- | --------------- | ------------ | --------- |
| 1     | Ronnie Peterson | March-Ford   | 1:30:35,6 |
| 2     | Clay Regazzoni  | Ferrari      | + 2,3     |
| 3     | Jacques Laffite | Ligier-Matra | + 3,0     |
| PP    | Jacques Laffite | Ligier-Matra | 1:41,35   |
| SR    | Ronnie Peterson | March-Ford   | 1:41,30   |

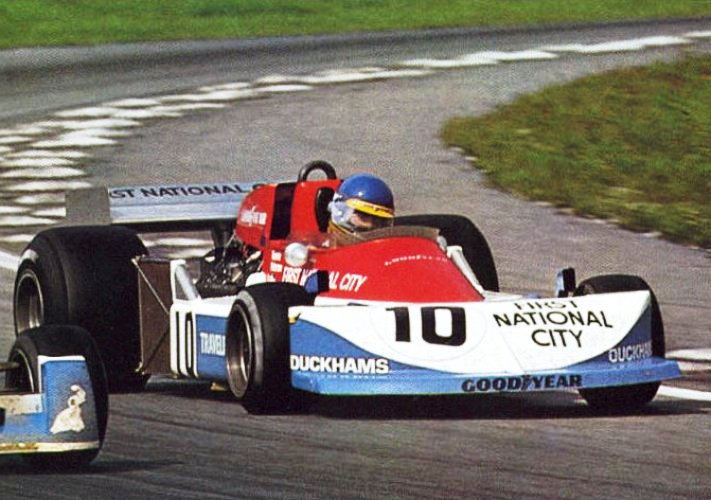
Ronnie Peterson beim Grand Prix von Italien

Der Große Preis von Italien in Monza fand am 12. September 1976 statt und ging über eine Distanz von 52 Runden (301,6 km).

### Großer Preis von Kanada
| Platz | Fahrer            | Team         | Zeit        |
| ----- | ----------------- | ------------ | ----------- |
| 1     | James Hunt        | McLaren-Ford | 1:40:09,626 |
| 2     | Patrick Depailler | Tyrrell-Ford | + 5,331     |
| 3     | Mario Andretti    | Lotus-Ford   | + 9,744     |
| PP    | James Hunt        | McLaren-Ford | 1:12,389    |
| SR    | Patrick Depailler | Tyrrell-Ford | 1:13,817    |

Der Große Preis von Kanada im Mosport Park fand am 3. Oktober 1976 statt und ging über eine Distanz von 80 Runden (316,560 km).

### Großer Preis der USA-Ost
| Platz | Fahrer         | Team         | Zeit        |
| ----- | -------------- | ------------ | ----------- |
| 1     | James Hunt     | McLaren-Ford | 1:42:40,741 |
| 2     | Jody Scheckter | Tyrrell-Ford | + 8,030     |
| 3     | Niki Lauda     | Ferrari      | + 1:02,324  |
| PP    | James Hunt     | McLaren-Ford | 1:43,622    |
| SR    | James Hunt     | McLaren-Ford | 1:42,851    |

Der Große Preis der USA Ost auf dem Watkins Glen International fand am 10. Oktober 1976 statt und ging über eine Distanz von 59 Runden (320,665 km).

### Großer Preis von Japan
| Platz | Fahrer            | Team         | Zeit       |
| ----- | ----------------- | ------------ | ---------- |
| 1     | Mario Andretti    | Lotus-Ford   | 1:43:58,86 |
| 2     | Patrick Depailler | Tyrrell-Ford | + 1 Runde  |
| 3     | James Hunt        | McLaren-Ford | + 1 Runde  |
| PP    | Mario Andretti    | Lotus-Ford   | 1:12,77    |
| SR    | Masahiro Hasemi   | Kojima-Ford  | 1:18,23    |

Der Große Preis von Japan in Fuji fand am 24. Oktober 1976 statt und ging über eine Distanz von 73 Runden (318,207 km).
Niki Lauda stellte seinen Ferrari 312T2 nach der zweiten Runde ab, da er kein Risiko bei den gefährlichen Witterungsbedingungen eingehen wollte. Ihm folgten Fittipaldi, Pace und Perkins. James Hunt führte zeitweise, fiel nach einem Boxenstopp aber zurück und glaubte den WM-Titel verloren, daher reiste er vor der Siegerehrung ab. Sein dritter Platz reichte ihm aber, um Lauda um einen Punkt zu überholen.

## Weltmeisterschaftswertungen
| Platz  | 1 | 2 | 3 | 4 | 5 | 6 |
| Punkte | 9 | 6 | 4 | 3 | 2 | 1 |

Für die Wertung wurden die besten sieben Ergebnisse der ersten acht und die besten sieben der restlichen acht Rennen berücksichtigt. In der Konstrukteurswertung wurde der jeweils bestplatzierte Wagen berücksichtigt.

### Fahrerwertung
| Pos. | Fahrer           | Konstrukteur       |     |     |     |     |     |     |     |     |     |     |     |     |     |     |     |     | Punkte |
| 01   | J. Hunt          | McLaren-Ford       | DNF | 2   | DNF | 1   | DNF | DNF | 5   | 1   | DSQ | 1   | 4   | 1   | DNF | 1   | 1   | 3   | 69     |
| 02   | N. Lauda         | Ferrari            | 1   | 1   | 2   | 2   | 1   | 1   | 3   | DNF | 1   | DNF | INJ | INJ | 4   | 8   | 3   | DNF | 68     |
| 03   | J. Scheckter     | Tyrrell-Ford       | 5   | 4   | DNF | DNF | 4   | 2   | 1   | 6   | 2   | 2   | DNF | 5   | 5   | 4   | 2   | DNF | 49     |
| 04   | P. Depailler     | Tyrrell-Ford       | 2   | 9   | 3   | DNF | DNF | 3   | 2   | 2   | DNF | DNF | DNF | 7   | 6   | 2   | DNF | 2   | 39     |
| 05   | C. Regazzoni     | Ferrari            | 7   | DNF | 1   | 11  | 2   | 14  | 6   | DNF | DNF | 9   |     | 2   | 2   | 6   | 7   | 5   | 31     |
| 06   | M. Andretti      | Lotus-Ford         | DNF |     |     | DNF | DNF |     | DNF | 5   | DNF | 12  | 5   | 3   | DNF | 3   | DNF | 1   | 21     |
| 06   | M. Andretti      | Parnelli-Ford      |     | 6   | DNF |     |     |     |     |     |     |     |     |     |     |     |     |     | 1      |
| 07   | J. Watson        | Penske-Ford        | DNF | 5   | NC  | DNF | 7   | 10  | DNF | 3   | 3   | 7   | 1   | DNF | 11  | 10  | 6   | DNF | 20     |
| 08   | J. Laffite       | Ligier-Matra       | DNF | DNF | 4   | 12  | 3   | 12  | 4   | 14  | DNF | DNF | 2   | DNF | 3   | DNF | DNF | 7   | 20     |
| 09   | J. Mass          | McLaren-Ford       | 6   | 3   | 5   | DNF | 6   | 5   | 11  | 15  | DNF | 3   | 7   | 9   | DNF | 5   | 4   | DNF | 19     |
| 10   | G. Nilsson       | Lotus-Ford         |     | DNF | DNF | 3   | DNF | DNF | DNF | DNF | DNF | 5   | 3   | DNF | 13  | 12  | DNF | 6   | 11     |
| 11   | R. Peterson      | Lotus-Ford         | DNF |     |     |     |     |     |     |     |     |     |     |     |     |     |     |     | 0      |
| 11   | R. Peterson      | March-Ford         |     | DNF | 10  | DNF | DNF | DNF | 7   | 19  | DNF | DNF | 6   | DNF | 1   | 9   | DNF | DNF | 10     |
| 12   | T. Pryce         | Shadow-Ford        | 3   | 7   | DNF | 8   | 10  | 7   | 9   | 8   | 4   | 8   | DNF | 4   | 8   | 11  | DNF | DNF | 10     |
| 13   | H. Stuck         | March-Ford         | 4   | 12  | DNF | DNF | DNF | 4   | DNF | 7   | DNF | DNF | DNF | DNF | DNF | DNF | 5   | DNF | 8      |
| 14   | C. Pace          | Brabham-Alfa Romeo | 10  | DNF | 9   | 6   | DNF | 9   | 8   | 4   | 8   | 4   | DNF | DNF | DNF | 7   | DNF | DNF | 7      |
| 15   | A. Jones         | Surtees-Ford       |     |     | NC  | 9   | 5   | DNF | 13  | DNF | 5   | 10  | DNF | 8   | 12  | 16  | 8   | 4   | 7      |
| 16   | C. Reutemann     | Brabham-Alfa Romeo | 12  | DNF | DNF | 4   | DNF | DNF | DNF | 11  | DNF | DNF | DNF | DNF |     |     |     |     | 3      |
| 16   | C. Reutemann     | Ferrari            |     |     |     |     |     |     |     |     |     |     |     |     | 9   |     |     |     | 0      |
| 17   | E. Fittipaldi    | Copersucar-Ford    | 13  | 17  | 6   | DNF | DNQ | 6   | DNF | DNF | 6   | 13  | DNF | DNF | 15  | DNF | 9   | DNF | 3      |
| 18   | C. Amon          | Ensign-Ford        |     | 14  | 8   | 5   | DNF | 13  | DNF |     | DNF | DNF |     |     |     |     |     |     | 2      |
| 19   | V. Brambilla     | March-Ford         | DNF | 8   | DNF | DNF | DNF | DNF | 10  | DNF | DNF | DNF | DNF | 6   | 7   | 14  | DNF | DNF | 1      |
| 20   | R. Stommelen     | Brabham-Alfa Romeo |     |     |     |     |     |     |     |     |     | 6   |     |     | DNF |     |     |     | 1      |
| 20   | R. Stommelen     | Hesketh-Ford       |     |     |     |     |     |     |     |     |     |     |     | 12  |     |     |     |     | 0      |
| 21   | H. Ertl          | Hesketh-Ford       |     | 15  | DNQ | DNQ | DNF | DNQ | DNF | DNF | 7   | DNF | 8   | DNF | 16  | DNS | 13  | 8   | 0      |
| 22   | J. Jarier        | Shadow-Ford        | DNF | DNF | 7   | DNF | 9   | 8   | 12  | 12  | 9   | 11  | DNF | 10  | 19  | 18  | 10  | 10  | 0      |
| 23   | J. Ickx          | Williams-Ford      | 8   | 16  | DNQ | 7   | DNQ | DNQ |     | 10  | DNQ |     |     |     |     |     |     |     | 0      |
| 23   | J. Ickx          | Ensign-Ford        |     |     |     |     |     |     |     |     |     |     |     | DNF | 10  | 13  | DNF |     | 0      |
| 24   | L. Perkins       | Boro-Ford          |     |     |     | 13  | 8   | DNQ | DNF |     |     |     |     | DNF | DNF |     |     |     | 0      |
| 24   | L. Perkins       | Brabham-Alfa Romeo |     |     |     |     |     |     |     |     |     |     |     |     |     | 17  | DNF | DNF | 0      |
| 25   | H. Pescarolo     | Surtees-Ford       |     |     |     |     |     | DNQ |     | DNF | DNF | DNQ | 9   | 11  | 17  | 19  | NC  |     | 0      |
| 26   | A. Merzario      | March-Ford         |     |     | DNQ | DNF | DNF | DNQ | 14  | 9   | DNF |     |     |     |     |     |     |     | 0      |
| 26   | A. Merzario      | Williams-Ford      |     |     |     |     |     |     |     |     |     | DNF | DNF | DNF | DNS | DNF | DNF | DNF | 0      |
| 27   | R. Zorzi         | Williams-Ford      | 9   |     |     |     |     |     |     |     |     |     |     |     |     |     |     |     | 0      |
| 28   | N. Takahara      | Surtees-Ford       |     |     |     |     |     |     |     |     |     |     |     |     |     |     |     | 9   | 0      |
| 29   | M. Leclère       | Williams-Ford      |     | 13  | DNQ | 10  | 11  | 11  | DNF | 13  |     |     |     |     |     |     |     |     | 0      |
| 30   | B. Lunger        | Surtees-Ford       |     | 11  | DNQ | DNQ | DNF |     | 15  | 16  | DNF | DNF | 10  |     | 14  | 15  | 11  |     | 0      |
| 31   | B. Evans         | Lotus-Ford         |     | 10  | DNQ |     |     |     |     |     |     |     |     |     |     |     |     |     | 0      |
| 31   | B. Evans         | Brabham-Ford       |     |     |     |     |     |     |     |     | DNF |     |     |     |     |     |     |     | 0      |
| 32   | A. Pesenti-Rossi | Tyrrell-Ford       |     |     |     |     |     |     |     |     |     | 14  | 11  | DNQ | 18  |     |     |     | 0      |
| 33   | I. Hoffmann      | Copersucar-Ford    | 11  |     | DNQ | DNQ |     |     |     | DNQ |     |     |     |     |     |     |     |     | 0      |
| 34   | M. Hasemi        | Kojima-Ford        |     |     |     |     |     |     |     |     |     |     |     |     |     |     |     | 11  | 0      |
| 35   | L. Kessel        | Brabham-Ford       |     |     |     | DNQ | 12  |     | DNF | DNQ |     |     | NC  |     |     |     |     |     | 0      |
| 36   | L. Lombardi      | March-Ford         | 14  |     |     |     |     |     |     |     |     |     |     |     |     |     |     |     | 0      |
| 36   | L. Lombardi      | Brabham-Ford       |     |     |     |     |     |     |     |     | DNQ | DNQ | 12  |     |     |     |     |     | 0      |
| 37   | A. Ribeiro       | Hesketh-Ford       |     |     |     |     |     |     |     |     |     |     |     |     |     |     | 12  |     | 0      |
| 38   | W. Brown         | Williams-Ford      |     |     |     |     |     |     |     |     |     |     |     |     |     |     | 14  |     | 0      |
| 39   | G. Edwards       | Hesketh-Ford       |     |     |     |     | DNQ |     |     | 17  | DNF | 15  |     |     | DNS | 20  |     |     | 0      |
| 40   | P. Nève          | Brabham-Ford       |     |     |     |     | DNF |     |     |     |     |     |     |     |     |     |     |     | 0      |
| 40   | P. Nève          | Ensign-Ford        |     |     |     |     |     |     |     | 18  |     |     |     |     |     |     |     |     | 0      |
| —    | H. Binder        | Ensign-Ford        |     |     |     |     |     |     |     |     |     |     | DNF |     |     |     |     |     | 0      |
| —    | H. Binder        | Williams-Ford      |     |     |     |     |     |     |     |     |     |     |     |     |     |     |     | DNF | 0      |
| —    | I. Ashley        | B.R.M.             | DNF |     |     |     |     |     |     |     |     |     |     |     |     |     |     |     | 0      |
| —    | I. Scheckter     | Tyrrell-Ford       |     | DNF |     |     |     |     |     |     |     |     |     |     |     |     |     |     | 0      |
| —    | B. Hayje         | Penske-Ford        |     |     |     |     |     |     |     |     |     |     |     | DNF |     |     |     |     | 0      |
| —    | C. Andersson     | Surtees-Ford       |     |     |     |     |     |     |     |     |     |     |     | DNF |     |     |     |     | 0      |
| —    | K. Hoshino       | Tyrrell-Ford       |     |     |     |     |     |     |     |     |     |     |     |     |     |     |     | DNF | 0      |

| Legende  | Legende            | Legende                                                          |
| Farbe    | Abkürzung          | Bedeutung                                                        |
| -------- | ------------------ | ---------------------------------------------------------------- |
| Gold     | –                  | Sieg                                                             |
| Silber   | –                  | 2. Platz                                                         |
| Bronze   | –                  | 3. Platz                                                         |
| Grün     | –                  | Platzierung in den Punkten                                       |
| Blau     | –                  | Klassifiziert außerhalb der Punkteränge                          |
| Violett  | DNF                | Rennen nicht beendet (did not finish)                            |
| Violett  | NC                 | nicht klassifiziert (not classified)                             |
| Rot      | DNQ                | nicht qualifiziert (did not qualify)                             |
| Rot      | DNPQ               | in Vorqualifikation gescheitert (did not pre-qualify)            |
| Schwarz  | DSQ                | disqualifiziert (disqualified)                                   |
| Weiß     | DNS                | nicht am Start (did not start)                                   |
| Weiß     | WD                 | zurückgezogen (withdrawn)                                        |
| Hellblau | PO                 | nur am Training teilgenommen (practiced only)                    |
| Hellblau | TD                 | Freitags-Testfahrer (test driver)                                |
| ohne     | DNP                | nicht am Training teilgenommen (did not practice)                |
| ohne     | INJ                | verletzt oder krank (injured)                                    |
| ohne     | EX                 | ausgeschlossen (excluded)                                        |
| ohne     | DNA                | nicht erschienen (did not arrive)                                |
| ohne     | C                  | Rennen abgesagt (cancelled)                                      |
| ohne     | keine WM-Teilnahme |                                                                  |
| sonstige | P/fett             | Pole-Position                                                    |
| sonstige | 1/2/3/4/5/6/7/8    | Punktplatzierung im Sprint-/Qualifikationsrennen                 |
| sonstige | SR/kursiv          | Schnellste Rennrunde                                             |
| sonstige | *                  | nicht im Ziel, aufgrund der zurückgelegten Distanz aber gewertet |
| sonstige | ()                 | Streichresultate                                                 |
| sonstige | unterstrichen      | Führender in der Gesamtwertung                                   |

### Konstrukteurswertung
Für die Konstrukteursmeisterschaft zählten nur die besten sieben Ergebnisse der ersten acht und die besten sieben der restlichen acht Rennen. Weiters gab es nur Punkte für den bestplatzierten Wagen für jedes Team.
| Pos. | Konstrukteur       | Nr. |     |     |     |     |     |     |     |     |     |     |     |     |     |     |     |     | Punkte  |
| 01   | Ferrari            | 01  | 1   | 1   | 2   | 2   | 1   | 1   | 3   | DNF | 1   | DNF |     |     | 4   | 8   | 3   | DNF | 83      |
| 01   | Ferrari            | 02  | 7   | DNF | 1   | 11  | 2   | 14  | 6   | DNF | DNF | 9   |     | 2   | 2   | 6   | 7   | 5   | 83      |
| 01   | Ferrari            | 35  |     |     |     |     |     |     |     |     |     |     |     |     | 9   |     |     |     | 83      |
| 02   | McLaren-Ford       | 11  | DNF | 2   | DNF | 1   | DNF | DNF | 5   | 1   | DSQ | 1   | 4   | 1   | DNF | 1   | 1   | 3   | 74 (75) |
| 02   | McLaren-Ford       | 12  | 6   | 3   | 5   | DNF | (6) | 5   | 11  | 15  | DNF | 3   | 7   | 9   | DNF | 5   | 4   | DNF | 74 (75) |
| 03   | Tyrrell-Ford       | 03  | 5   | 4   | DNF | DNF | 4   | 2   | 1   | 6   | 2   | 2   | DNF | 5   | 5   | 4   | 2   | DNF | 71      |
| 03   | Tyrrell-Ford       | 04  | 2   | 9   | 3   | DNF | DNF | 3   | 2   | 2   | DNF | DNF | DNF | 7   | 6   | 2   | DNF | 2   | 71      |
| 03   | Tyrrell-Ford       | 15  |     | DNF |     |     |     |     |     |     |     |     |     |     |     |     |     |     | 71      |
| 03   | Tyrrell-Ford       | 37  |     |     |     |     |     |     |     |     |     |     |     |     | 18  |     |     |     | 71      |
| 03   | Tyrrell-Ford       | 39  |     |     |     |     |     |     |     |     |     |     | 11  |     | DNS | DNQ | DNQ |     | 71      |
| 03   | Tyrrell-Ford       | 40  |     |     |     |     |     |     |     |     |     | 14  |     | DNQ |     |     |     |     | 71      |
| 03   | Tyrrell-Ford       | 52  |     |     |     |     |     |     |     |     |     |     |     |     |     |     |     | DNF | 71      |
| 04   | Lotus-Ford         | 05  | DNF | 10  | DNQ | DNF | DNF |     | DNF | 5   | DNF | 12  | 5   | 3   | DNF | 3   | DNF | 1   | 29      |
| 04   | Lotus-Ford         | 06  | DNF | DNF | DNF | 3   | DNF | DNF | DNF | DNF | DNF | 5   | 3   | DNF | 13  | 12  | DNF | 6   | 29      |
| 05   | Penske-Ford        | 28  | DNF | 5   | NC  | DNF | 7   | 10  | DNF | 3   | 3   | 7   | 1   | DNF | 11  | 10  | 6   | DNF | 20      |
| 05   | Penske-Ford        | 39  |     |     |     |     |     |     |     |     |     |     |     | DNF |     |     |     |     | 20      |
| 06   | Ligier-Matra       | 26  | DNF | DNF | 4   | 12  | 3   | 12  | 4   | 14  | DNF | DNF | 2   | DNF | 3   | DNF | DNF | 7   | 20      |
| 07   | March-Ford         | 09  | DNF | 8   | DNF | DNF | DNF | DNF | 10  | DNF | DNF | DNF | DNF | 6   | 7   | 14  | DNF | DNF | 19      |
| 07   | March-Ford         | 10  | 14  | DNF | 10  | DNF | DNF | DNF | 7   | 19  | DNF | DNF | 6   | DNF | 1   | 9   | DNF | DNF | 19      |
| 07   | March-Ford         | 34  | 4   | 12  | DNF | DNF | DNF | 4   | DNF | 7   | DNF | DNF | DNF | DNF | DNF | DNF | 5   | DNF | 19      |
| 07   | March-Ford         | 35  |     |     | DNQ | DNF | DNF | DNQ | 14  | 9   | DNF |     |     |     |     |     |     |     | 19      |
| 08   | Shadow-Ford        | 16  | 3   | 7   | DNF | 8   | 10  | 7   | 9   | 8   | 4   | 8   | DNF | 4   | 8   | 11  | DNF | DNF | 10      |
| 08   | Shadow-Ford        | 17  | DNF | DNF | 7   | DNF | 9   | 8   | 12  | 12  | 9   | 11  | DNF | 10  | 19  | 18  | 10  | 10  | 10      |
| 08   | Shadow-Ford        | 40  |     |     |     |     |     |     |     |     | DNQ |     |     |     |     |     |     |     | 10      |
| 09   | Brabham-Alfa Romeo | 07  | 12  | DNF | DNF | 4   | DNF | DNF | DNF | 11  | DNF | DNF | DNF | DNF | DNF | 17  | DNF | DNF | 9       |
| 09   | Brabham-Alfa Romeo | 08  | 10  | DNF | 9   | 6   | DNF | 9   | 8   | 4   | 8   | 4   | DNF | DNF | DNF | 7   | DNF | DNF | 9       |
| 09   | Brabham-Alfa Romeo | 77  |     |     |     |     |     |     |     |     |     | 6   |     |     |     |     |     |     | 9       |
| 10   | Surtees-Ford       | 13  |     |     |     |     |     |     |     |     | DNQ |     |     |     |     |     |     |     | 7       |
| 10   | Surtees-Ford       | 18  |     | 11  | DNQ | DNQ | DNF |     | 15  | 16  | DNF | DNF | 10  | DNF | 14  | 15  | 11  | 9   | 7       |
| 10   | Surtees-Ford       | 19  |     |     | NC  | 9   | 5   | DNF | 13  | DNF | 5   | 10  | DNF | 8   | 12  | 16  | 8   | 4   | 7       |
| 10   | Surtees-Ford       | 38  |     |     |     |     |     | DNQ |     | DNF | DNF | DNQ | 9   | 11  | 17  | 19  | NC  |     | 7       |
| 11   | Copersucar-Ford    | 30  | 13  | 17  | 6   | DNF | DNQ | 6   | DNF | DNF | 6   | 13  | DNF | DNF | 15  | DNF | 9   | DNF | 3       |
| 11   | Copersucar-Ford    | 31  | 11  |     | DNQ | DNQ |     |     |     | DNQ |     |     |     |     |     |     |     |     | 3       |
| 12   | Ensign-Ford        | 22  |     | 14  | 8   | 5   | DNF | 13  | DNF | 18  | DNF | DNF | DNF | DNF | 10  | 13  | DNF |     | 2       |
| 13   | Parnelli-Ford      | 27  |     | 6   | DNF |     |     |     |     |     |     |     |     |     |     |     |     |     | 1       |
| 14   | Hesketh-Ford       | 24  |     | 15  | DNQ | DNQ | DNF | DNQ | DNF | DNF | 7   | DNF | 8   | DNF | 16  | DNS | 13  | 8   | 0       |
| 14   | Hesketh-Ford       | 25  |     |     |     |     | DNQ |     |     | 17  | DNF | 15  |     | 12  | DNS | 20  | 12  |     | 0       |
| 15   | Wolf-Williams-Ford | 20  | 8   | 16  | DNQ | 7   | DNQ | DNQ |     | 10  | DNQ | DNF | DNF | DNF | DNS | DNF | DNF | DNF | 0       |
| 15   | Wolf-Williams-Ford | 21  |     | 13  | DNQ | 10  | 11  | 11  | DNF | 13  |     |     |     |     |     | DNS | 14  | DNF | 0       |
| 15   | Wolf-Williams-Ford | 21  |     |     |     |     |     |     |     |     |     |     |     |     | DNS |     |     |     | 0       |
| 16   | Boro-Ford          | 37  |     |     |     | 13  | 8   | DNQ | DNF |     |     | WD  |     | DNF | DNF |     |     |     | 0       |
| 17   | Williams-Ford      | 21  | 9   |     |     |     |     |     |     |     |     |     |     |     |     |     |     |     | 0       |
| 17   | Williams-Ford      | 25  |     |     |     | DNQ |     |     |     |     |     |     |     |     |     |     |     |     | 0       |
| 18   | Kojima-Ford        | 51  |     |     |     |     |     |     |     |     |     |     |     |     |     |     |     | 11  | 0       |
| 19   | Brabham-Ford       | 32  |     |     |     | DNQ | 12  |     | DNF | DNQ | DNF |     | NC  |     |     |     |     |     | 0       |
| 19   | Brabham-Ford       | 33  |     |     |     | DNQ | DNF |     | DNQ | DNQ | DNQ | DNQ | 12  |     |     |     |     |     | 0       |
| —    | B.R.M.             | 14  | DNF |     |     |     |     |     |     |     |     |     |     |     |     |     |     |     | 0       |

## Rennen ohne Weltmeisterschaftsstatus
Neben den 16 Weltmeisterschaftsläufen fanden 1976 zwei Formel-1-Rennen statt, die nicht zur Weltmeisterschaft zählten.

### Race of Champions
| Platz | Fahrer         | Team          | Zeit       |
| ----- | -------------- | ------------- | ---------- |
| 1     | James Hunt     | McLaren-Ford  | 0:58.01,23 |
| 2     | Alan Jones     | Surtees-Ford  | 0:58.19,26 |
| 3     | Jacky Ickx     | Williams-Ford | 0:58.24,30 |
| PP    | Jody Scheckter | Tyrrell-Ford  | 1.20,42    |
| SR    | James Hunt     | McLaren-Ford  | 1.23,28    |

Das XI. Race of Champions fand am 14. März 1976 in Brands Hatch statt. Das Rennen ging über 40 Runden zu je 4,206 km, hatte also eine Gesamtdistanz von 168,24 km. Neben den britischen Werksteams sowie der Scuderia Ferrari traten einige Privatteams an. Insgesamt wurden 16 Fahrer gemeldet. Zu den Privatteams gehörte die italienische Scuderia Everest, der Vorläufer des späteren Minardi-Teams, das erstmals in der Formel-1-Geschichte einen privaten Ferrari meldete. Fahrer war Giancarlo Martini. Er qualifizierte sich mit sieben Sekunden Rückstand für den vorletzten Startplatz, ging aber nicht ins Rennen, da er den Ferrari 312T in der Aufwärmrunde bei einem Unfall beschädigte. Das Rennen gewann der spätere Weltmeister James Hunt.

### International Trophy
| Platz | Fahrer             | Team         | Zeit       |
| ----- | ------------------ | ------------ | ---------- |
| 1     | James Hunt         | McLaren-Ford | 0:53.07,57 |
| 2     | Vittorio Brambilla | March-Ford   | 0:53.15,81 |
| 3     | Jody Scheckter     | Tyrrell-Ford | 0:53.41,94 |
| PP    | James Hunt         | McLaren-Ford | 1.17,91    |
| SR    | James Hunt         | McLaren-Ford | 1.18,81    |

Die XXVIII. BRDC Graham Hill International Trophy wurde am 11. April 1976 in Silverstone abgehalten. Das Rennen ging über 40 Runden zu je 4,724 km, hatte also eine Gesamtdistanz von 188,95 km. Sieger war James Hunt.